# 新關站 (岐阜縣)
新關站（日语：／ Shin seki eki */?）是位於岐阜縣關市，名古屋鐵道美濃町線的車站（廢站）。

## 歷史
此站在1911年，美濃電氣軌道路線開通時同時啟用。在車站啟用時的站名為關站（日语：／），在大正時代相繼改名為美濃關站（日语：／）和新美濃關站（日语：／）。在大正末期1924年（大正13年）再改名為新關站。以日文稱呼「新關」時，原本的讀法為「しんぜきえき」，後來在1990年（平成2年）改為「しんせきえき」。在1999年4月1日，包含此站在內的新關站至美濃站之間美濃町線部分區間被廢除時，此站也被廢除。
此站在啟用初時，鐵路線是向美濃市方向延伸，從此站出發後設有一個90度彎，向北方的終點站美濃站前進。但是，由於此站至美濃站之間較少乘客使用而變得冷清，因此在1999年廢除了該區間。在廢除同日，連接此站與關站之間的路段開通，該新建區間作為廢除區間的補償，乘客可於關站轉乘長良川鐵道越美南線前往美濃市方向。可是，隨著美濃町線最終於2005年（平成17年）4月1日全線廢除，此站也同時廢除。使此站至關站之間的區間只使用了6年便廢除。
- 1911年（明治44年）2月11日 - 美濃電氣軌道神田町站（後來名為岐阜柳瀨站）至上有知站（後來名為美濃站）之間開通，關站啟用[5]。
- 大正初期 - 車站改名為美濃關站[5]。
- 1923年（大正12年）10月5日 - 車站改名為新美濃關站[5]。
- 約1924年（大正13年） - 車站改名為新關站[5]。車站名稱日文讀法為「しんぜき」[3]。
- 1930年（昭和5年）8月20日 - 美濃電氣軌道與名古屋鐵道（第一代。同年中改名為名岐鐵道，在1935年起再改名為名古屋鐵道）合併。成為名古屋鐵道的美濃町線車站[5]。
- 1958年（昭和33年）3月15日 - 新站房落成啟用[5]。
- 1990年（平成2年）3月21日 - 車站名稱日文讀法改為「しんせき」[3]。
- 1999年（平成11年）4月1日 - 美濃町線此站至美濃站之間被廢除。同日，此站至關站之間開業[6]。
- 2005年（平成17年）4月1日 - 美濃町線全線廢除，此站也同時廢除[6]。

## 車站構造
截至車站廢除前，此站是地面車站，設有2面2線的相對式月台。此站是有人車站。同時此站設有列車作夜間停泊。在美濃站方向的路線還未廢除前，向美濃站方向的左邊是1號月台前往新岐阜站，右邊是2號月台前往美濃站。兩座月台之間設有站內平交道連接。
站房在1958年（昭和33年）翻新。站房位於2號月台側。而1號月台側設也有車站出入口。

### 配線圖
| ← 新岐阜方向    | 新關站 站內配線略圖 | → 美濃方向 |
| 图例 参考文献： |                     |            |

## 使用狀況
- 在中提及在1992年度，當時1日平均上下車人次為1,890人，為除岐阜市內線均一車費區間內各站（岐阜市內線、田神線、美濃町線徹明町站至琴塚站之間）外名鐵所有車站（342站）中排名第177，美濃町線日野橋至美濃之間（14站）排名第1[1]。

## 車站周邊

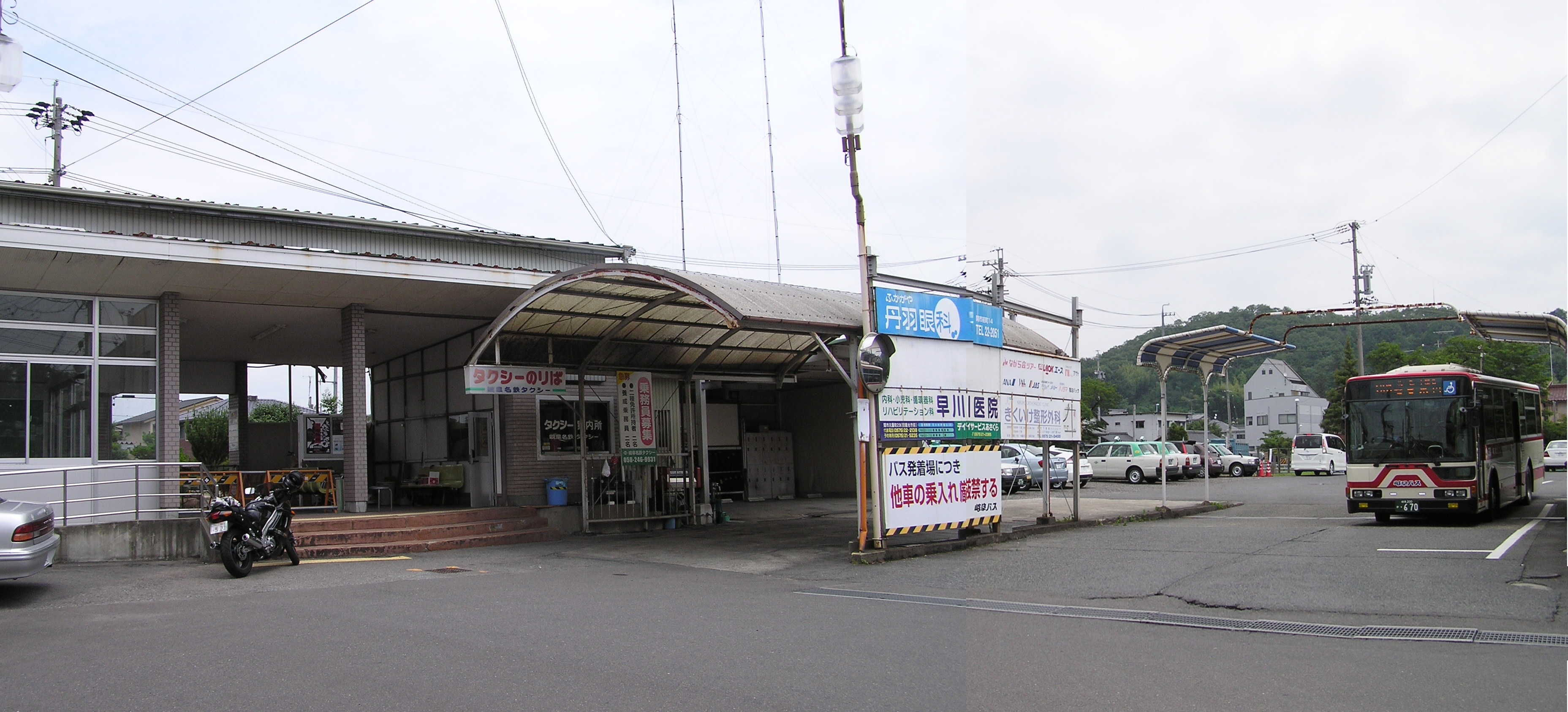
廢站後的巴士總站（2012年）

在廢站後，站前變成了岐阜巴士的巴士總站（總站名稱為「榮町一丁目」）。後來，「榮町一丁目」巴士站遷移至本町通。巴士總站與岐阜巴士關旅行中心遷移至關站前（總站名稱為「關城市總站」）。
舊站房（同時為巴士總站與岐阜巴士關旅行中心）的建築物在2015年（平成27年）4月前拆毀，遺址變為了數間房屋。
- 國道248號（日语：国道248号）
- 關榮町郵局
- 關刀具工場
- 關市文化會館（日语：関市文化会館）
- 關稅務署

## 相鄰車站
名古屋鐵道
■美濃町線
新田－新關－關
美濃町線（1999年（平成11年）廢除區間）
新關－下有知

## 注腳
1. 1 2  名古屋鐵道廣報宣傳部（編）. . 名古屋鐵道. 1994: 651–653.
2. ↑  . 鄉土出版社. 1997: 116. ISBN 4-87670-097-4 （日语）.
3. 1 2 3  名古屋鉄道広報宣伝部（編）. . 名古屋鐵道. 1994: 745 （日语）.
4. 1 2 3 4  川島令三. . 名古屋北部・岐阜篇 1. 草思社. 1997: 184–185. ISBN 4-7942-0796-4 （日语）.
5. 1 2 3 4 5 6 7  . 鄉土出版社. 1997: 220–230. ISBN 4-87670-097-4 （日语）.
6. 1 2  今尾惠介（監修）.  7 東海. 新潮社. 2008: 51–52. ISBN 978-4-10-790025-8 （日语）.
7. ↑  電氣車研究會，《鐵道畫刊》通卷第473號 1986年12月 臨時增刊号 「特集 - 名古屋鐵道」，附圖「名古屋鐵道路線略圖」